# Jordi Masó
Jordi Masó (Barcelone, 1967) est un pianiste classique catalan.

## Biographie
Jordi Masó naît à Barcelone, en Espagne. Il étudie au Conservatoire de Barcelone Josep M. Roger, à l'école de musique de Barcelone avec Albert Attenelle et à la Royal Academy of Music de Londres avec Christopher Elton et Nelly Akopian. Il est diplômé de l'Académie royale de musique en 1992, avec un DipRAM, la plus haute distinction de l'institution.
Masó se spécialise dans la musique de compositeurs espagnols, notamment ceux des xxe et XXIe siècles. Il remporte le premier prix de certaines compétitions nationales et internationales et joue dans la plupart des pays Européens, en Amérique du Sud et en Asie et se produit régulièrement en tant que soliste, avec de grands orchestres espagnols. Depuis 1996, il est membre du groupe de Barcelone 216, pour la musique contemporaine,  qui a remporté le prix de la ville de Barcelone pour la musique, en 2000. En 2008, il est distingué en tant qu'Associé de l'Académie Royale de Musique (ARAM), donné eux plus illustres élèves de l'Académie
Masó a enregistré plusieurs dizaines de disques pour divers labels, notamment Anacrusi, Marco Polo et Naxos. Spécialise dans la musique espagnole, il a notamment enregistré l'intégrale de la musique pour piano de Frédéric Mompou en six disques et l'intégrale de la musique pour piano de Padre Donostia. Ses autres enregistrements comprennent également de l'intégrale de la musique pour piano de Joaquín Turina et Déodat de Séverac, pour Naxos.
Masó enseigne le piano au Conservatoire de Granollers et à l'ESMUC (Escola Superior de Música de Catalunya) à Barcelone